# Plana Peak
Plana Peak är en bergstopp i Antarktis. Den ligger i Sydshetlandsöarna. Argentina, Chile och Storbritannien gör anspråk på området. Toppen på Plana Peak är 740 meter över havet.
Terrängen runt Plana Peak är kuperad åt nordost, men åt sydväst är den bergig. Havet är nära Plana Peak österut. Trakten är glest befolkad. Närmaste befolkade plats är St. Kliment Ohridski Base, 14,3 kilometer väster om Plana Peak. 